# Nyambalam
Nyambalam ou Nyabamlan est un village du Cameroun, rattaché à la commune de Nyanon, situé dans le département de la Sanaga-Maritime et la région du Littoral, situé sur la route de Kikot vers Ndom, à 36 km de Ndom.

## Population et développement
En 1967, la population de Nyambalam était de 253 habitants, essentiellement des Basso. La population de Nyambalam était de 341 habitants dont 168 hommes et 173 femmes, lors du recensement de 2005.  